# Ley de Economía Sostenible
La Ley 2/2011, de 4 de marzo, de Economía Sostenible (LES) es una ley española que tuvo su origen en una iniciativa legislativa aprobada por el gobierno de José Luis Rodríguez Zapatero (PSOE) el 27 de noviembre de 2009. El anteproyecto de ley consistía en un conjunto de medidas que pretendían modernizar la economía española principalmente en tres sectores: financiero, empresarial y medioambiental.
Sin embargo, el apartado del anteproyecto que tuvo mayor resonancia entre la opinión pública por la polémica que suscitó, fue la denominada ley Sinde (por el apellido compuesto de la ministra de Cultura Ángeles González-Sinde Reig), que en la redacción original se incluía en la disposición final segunda (que pasó a ser la disposición final cuadragésima tercera en el texto definitivo), relativa a la regulación de sitios web y la protección de la propiedad intelectual. Al inicio del debate parlamentario la "Ley Sinde" fue eliminada del proyecto de ley, pero fue recuperada y aprobada en el Senado gracias a la ayuda del PP y CiU. El 15 de febrero de 2011 fue finalmente aprobada por el Congreso y el 5 de marzo de 2011 fue publicada en el BOE, por lo que entró en vigor al día siguiente. Sin embargo, el gobierno de Rodríguez Zapatero no llegó a aprobar el Reglamento de la "Ley Sinde" por falta de consenso entre sus miembros. Fue el nuevo gobierno del Partido Popular presidido por Mariano Rajoy el que aprobó a propuesta del ministro de Educación, Cultura y Deportes José Ignacio Wert el Real Decreto del reglamento de la "Ley Sinde" (por lo que algunos medios a partir de ese momento comenzaron a llamarla "Ley Sinde-Wert") en el que se establecían las atribuciones de la Comisión de Propiedad Intelectual. Esta Comisión comenzó a funcionar el 1 de marzo de 2012.

## La Ley de Economía Sostenible

### Ley Orgánica Complementaria
La ley viene acompañada de un Proyecto de Ley Orgánica Complementaria, por la que se modifican las Leyes Orgánicas 5/2002, de 19 de junio, de las cualificaciones y de la formación profesional; 2/2006, de 3 de mayo, de Educación, y 6/1985, de 1 de julio, del Poder Judicial, presentada ante las Cortes el 30/03/2014.

### Definición
"[...] Se entiende por economía sostenible un patrón de crecimiento que concilie el desarrollo económico, social y ambiental en una economía productiva y competitiva, que favorezca el empleo de calidad, la igualdad de oportunidades y la cohesión social, y que garantice el respeto ambiental y el uso racional de los recursos naturales, de forma que permita satisfacer las necesidades de las generaciones presentes sin comprometer las posibilidades de las generaciones futuras para atender sus propias necesidades".
Su objetivo es, según el Gobierno: 

Situar a la economía española sobre los cimientos del conocimiento y la innovación, con herramientas respetuosas con el medio ambiente y en un entorno que favorezca el empleo de calidad, la igualdad de oportunidades y la cohesión social.

### Entorno económico
Pretende eliminar restricciones injustificadas, estableciendo principios de buena regulación económica para crear un marco normativo estable y predecible con bajo nivel de cargas administrativas.

### Competitividad
Mejora de la competitividad mediante cinco acciones: simplificación administrativa, sociedad de la información, ciencia e innovación, internacionalización y formación profesional.

### Sostenibilidad
Con el objetivo de reducir en un 20 % las emisiones de gases de efecto invernadero potencia la utilización de energías renovables, que deberán alcanzar un consumo del 20 % para el año 2020, plantea políticas de transporte y movilidad sostenible (Elena Salgado ha afirmado que se prestará especial atención al tren de mercancías, uso del transporte público y vehículo eléctrico), así como de ahorro y eficiencia energética y rehabilitación del parque de viviendas, con equiparación fiscal del alquiler y la compra de vivienda.

### Vivienda
El Gobierno de España pretendía que la norma fuera el motor del cambio en el sector inmobiliario, particularmente afectado por la crisis de 2008. Así, Javier Ramos, secretario general del Ministerio de la Vivienda señaló como un nuevo modelo debía permitir el crecimiento sostenible del sector, haciendo que se destinase el 35 % de la inversión inmobiliaria a la rehabilitación y que aumentase el parque de viviendas en alquiler desde el 13 % estimado entonces hasta el 20 %.
La ministra de Vivienda Beatriz Corredor consideraba esta medida como la iniciativa legislativa más importante de la legislatura, y señaló como medida más relevante en lo referente a la vivienda la desaparición global de la deducción por compra. También calificó de "profundísima" la reforma estructural emprendida, anunciando mejoras en la fiscalidad de la rehabilitación, de modo que las administraciones y las empresas tuvieran que cambiar de criterio y atender a la renovación urbana y a la rehabilitación de barrios.

### Trámite parlamentario
Para José Luis Rodríguez Zapatero esta ley iba a sacar a España de la crisis y generaría empleo logrando cambiar el modelo productivo. Otras reformas que el Gobierno aplicó a corto plazo como parte de la Economía Sostenible, fueron la reforma del sistema judicial (el mismo mes), la formulación de un plan de lucha contra el fraude fiscal (a principios de 2010), el desarrollo de un plan de competitividad industrial y acabar la reestructuración del sector financiero (en la primera mitad de 2010).
Para el ministro de Fomento, José Blanco, esta ley no iba a ser una varita mágica que fuera a cambiar la economía española, y señaló que la mejoría del mercado laboral iba a depender directamente del esfuerzo inversor de las compañías en investigación, añadiendo que «en estos momentos no podemos ser conservadores. No podemos conservar un sistema financiero desprovisto de todo control, ni conservar la burbuja inmobiliaria, ni podemos conservar una Administración lenta y burocratizada».
El Consejo de Ministros celebrado en Sevilla el 19 de octubre de 2009 aprobó el proyecto de Ley de Economía Sostenible con el que pretendían cambiar el patrón de crecimiento económico español en un horizonte de diez años, orientándolo hacia los sectores potencialmente más productivos y generadores de empleo y disminuyendo progresivamente el peso del sector de la construcción.
Según José Luis Rodríguez Zapatero la norma era «coherente con el conjunto de medidas impulsadas por el Gobierno para cambiar el modelo económico» y útil para conseguir un aumento de la competitividad, así como «nuevas respuestas inmediatas» a la crisis.
La Mesa del Congreso de los Diputados acordó el 6 de abril de 2010 encomendar su aprobación con competencia legislativa plena a la Comisión de Economía y Hacienda de la cámara.

### Críticas
Para Ecologistas en Acción, esta ley tenía poco que ver con la sostenibilidad y mucho más con conseguir un crecimiento sostenido, por ello la rebautizó como Ley de Crecimiento Sostenido.
Según Mariano Rajoy, entonces líder de la oposición, la ley «no es ni buena, ni mala», sino «indiferente» para atajar la crisis económica de 2008-2013.
NoLesVotes, originado por el hashtag #nolesvotes, fue una reacción en la red por parte de ciberactivistas españoles que comenzó con el afán de castigar en las urnas al PP, PSOE y CiU por su aceptación de la ley Sinde en febrero de 2011 a pesar del rechazo de un sector de la población. El mismo nombre contiene un caso de leísmo intencionado que se explica en que «les» alude a las iniciales de «Ley de Economía Sostenible» en la cual la ley Sinde estaría incluida como disposición final. Sin embargo, desde entonces, tanto sus objetivos como sus motivaciones se han diversificado, abordándose temas tales como la ley de partidos o la corrupción política.

### El germen andaluz del proyecto
El objetivo de la Ley de Economía Sostenible, como se ha visto, es el de transformar las bases de la economía española impulsando las energías renovables, así como nuevos sectores productivos. Se persigue una economía más innovadora, con empleos estables y bien remunerados. El hecho de que el Gobierno decidiese desplazarse hasta Sevilla para aprobar el texto tiene un evidente carácter simbólico, y es que el proyecto fue concebido y gestado en Andalucía.
El origen de la Ley lo encontramos en el programa “Andalucía Sostenible”, una iniciativa impulsada por la Junta que será el primer paso del proceso cambio del actual patrón de crecimiento económico que el Gobierno pretende extender a toda España. El Presidente del Gobierno, José Luis Rodríguez Zapatero, señaló en Sevilla, en el marco de un coloquio con empresarios y sindicatos, que «Andalucía es la comunidad autónoma pionera elegida para llevar a cabo el tránsito hacia la economía sostenible de manera que sirva de empuje al resto de comunidades». A esto añadió: «Vamos a hacerlo en Andalucía y vamos a demostrar que esta comunidad tiene potencial activo por sí misma, con el respaldo del gobierno de España».

### Debate público
Se trata de un texto que afecta, por su dimensión estatal, al conjunto de la sociedad española y, por su carácter económico, productivo y medioambiental, al gran número de colectivos sociales que construyen día a día la economía del país, esto es, empresarios, sindicatos, trabajadores, científicos, investigadores … cada uno de los cuales defiende una postura distinta y, en algunos casos contradictoria, frente a la norma.
No es de extrañar que encontremos el apoyo a la Ley de Economía Sostenible en el Gobierno, así como en los miembros del Partido Socialista. Ante las críticas de la oposición, el presidente del Ejecutivo, José Luis Rodríguez Zapatero, ha pedido en más de una ocasión al presidente del Partido Popular, Mariano Rajoy, «que se lea la Ley a fondo» porque «no se pueden despachar las cosas con esa ligereza. Sé que es una ley muy larga, con aspectos muy técnicos, pero que se la lea globalmente».
El Gobierno defiende que la lucha contra el cambio climático es una exigencia rentable. Por ejemplo el expresidente andaluz y Ministro de Cooperación Territorial, Manuel Chaves, explicaba que uno de los principales objetivos es «cambiar el modelo económico, ya que no se puede continuar con el mismo». La Ley "supondrá una apuesta por las energías renovables, la Investigación y Desarrollo (I+D), la internacionalización de las empresas españolas y el incremento de la productividad y la competitividad, con base al diálogo social".
Desde el PSOE, su Secretaria de Organización, Leire Pajín, asegura que será el «perfecto revulsivo para cambiar el modelo de crecimiento y llevar España otra vez a la Champions League».
Otra voz es la del eurodiputado y secretario general del Partido Socialista canario, Juan Fernando López Aguilar, quien afirma que el proyecto de Ley de Economía Sostenible es «un puntal central de la estrategia de sostenibilidad y la innovación, que es mucho más ambiciosa que la propia ley».
La Ley de Economía Sostenible es el proyecto estrella del ejecutivo y en ella han centrado todo su esfuerzo, sin embargo, están encontrando obstáculos en el camino, ya que son muchos los colectivos que critican la iniciativa o alguno de los aspectos que la rodea. Algunos expertos sostienen que, en un sistema de libertad de mercados, no sirve de nada programar la economía, ya que el modelo no lo puede crear nunca un Gobierno, sino que son los agentes económicos, empresas, sindicatos, entidades e instituciones las que deciden el modelo con su actividad.
El Secretario General de UGT, Cándido Méndez, aunque reconoce que contiene elementos genéricos importantes, considera que este proyecto de ley tiene una ausencia: la definición de una política industrial no sólo a nivel territorial sino también sectorial. A su juicio sería «fundamental que se definiera una política industrial asociada al cambio tecnológico», ya que «debería ser el pivote sobre el cual se haría el cambio de la economía productiva».
Por su parte, los grupos políticos de la oposición critican la falta de ideas novedosas en este texto, más allá de las claves económicas ya conocidas. En esta línea, el líder del PP, Mariano Rajoy, lo califica de “sarcasmo”, “juego malabar”, “truco propagandístico”, “bagatela de colorines”, o, gráficamente, “rótulo luminoso en un solar vacío”. Por su parte, el vicesecretario de Política Autonómica y Local del PP y presidente de los 'populares' andaluces, Javier Arenas, considera la Ley un "lema publicitario" donde "no hay ni una sola reforma profunda para salir de la crisis", y añadía que "la economía será insostenible mientras este Zapatero"
El resto de partidos tampoco ahorra en críticas al proyecto. El portavoz de Economía de CiU, Josep Sánchez, cree que el proyecto tiene “mucho envoltorio y poca proteína”. Así, Josu Erkoreka, el portavoz del PNV, censura al presidente la cascada publicitaria por una ley “con tan poco contenido”.

## La "Ley Sinde"

### Objetivos
La Ley de Economía Sostenible contempla en su Disposición Final 43.ª la regulación de las descargas en Internet. Esta medida ha generado un debate público de importancia en el que el Gobierno de España, la industria discográfica y los usuarios defienden sus posicionamientos:
La llamada "ley Sinde" ha sido presentada en algunos medios de comunicación como un instrumento legal orientado principalmente a la persecución de las descargas de contenido con copyright por Internet
La titular de Cultura, Ángeles González-Sinde, es la artífice de la nueva medida gubernamental que pretende regular las descargas de contenidos con copyright en España.
Según el informe de 2009 de la Federación Internacional de la Industria Discográfica (IFPI), España cerró dicho año con un 17 % menos de facturación en el mercado musical mientras que las descargas de Internet subieron un 10,5 %. Este es uno de los datos manejados desde Cultura como reflejo de la situación que existe en España debido a las descargas no autorizadas.
La Ley de Economía Sostenible contempla, en sus disposiciones finales, la regulación de este ámbito que se hace meses después de que el Parlamento Europeo aprobara el Paquete de Telecomunicaciones que autoriza el corte del acceso a Internet a los usuarios que, reiteradamente, violen los derechos de propiedad intelectual. Por tanto, hay que situar la ley Sinde dentro del marco de actuación que la Eurozona está aplicando para sus gobiernos respecto a la regulación de Internet. Además, esta iniciativa casa con la presidencia de la Unión Europea que ostenta España desde principios de 2010 y permite al Gobierno Español tener una respuesta de aprobación ante sus socios europeos, sobre todo Francia y Reino Unido, que habían empezado a adoptar medidas restrictivas respecto a las descargas no autorizadas desde hace varios años.
Desde el inicio de la polémica, Ángeles González Sinde y el Ministerio de Cultura han sido firmes en cuanto a la sección de la ley de Economía Sostenible que afectaba a Internet. A pesar de las protestas de los ciudadanos y de las distintas asociaciones, desde un principio, la ministra se ha negado a suprimir la Comisión de Propiedad Intelectual, y que es uno de los puntos que más disputa ha suscitado dado que sería la futura encargada de decidir qué páginas cerrar.

### Industria cultural
En España, La Coalición de Creadores representa a la industria cultural y a las sociedades de gestión y está formada por entidades como la Sociedad General de Autores (SGAE), la Entidad de Gestión de Derechos de los Productores Audiovisuales (EGEDA) y la asociación de Productores de Música de España, (Promusicae).
Desde 2009, con el nombramiento de Ángeles González-Sinde como ministra de Cultura, la Coalición ha reforzado sus encuentros con los grupos políticos y el Gobierno para aunar posturas en torno a la regulación de las descargas, siempre mostrándose partidaria de una “ley antidescargas”. Incluso, la Coalición ha mandado cartas al presidente del Gobierno, José Luis Rodríguez Zapatero, exigiendo respeto por la profesión e instando a que el Ejecutivo tomara medidas en el asunto. Por tanto, la industria cultural, desde el primer momento, ha apoyado la decisión del Gobierno de legislar acerca de las descargas en Internet.
Por su parte, Eduardo Bautista, expresidente de la Sociedad General de Autores y Editores (SGAE), considera que la ley de Economía Sostenible es “amable” en comparación con otras normativas como las de Francia y Reino Unido.

Los consumidores tendrán que aceptar seriamente que vivimos en una economía de mercado garantizada por la Constitución, en la que las cosas tiene un precio y sólo el Estado puede decir que la cultura sea gratis.
Teddy Bautista

### Usuarios
Desde la aparición en escena de la Ley, las comunidades de usuarios se han manifestado en contra.
Blogueros, periodistas, abogados, administradores de webs, y un largo etcétera de usuarios han criticado la iniciativa del Gobierno aduciendo muchas razones. En primer lugar, consideran que se trata de una ley que obedece a criterios empresariales y desatiende los derechos de los internautas, tal y como reclaman organizaciones de consumidores. Además, deja en una situación ambigua muchas prácticas de los usuarios de internet.
En un primer momento, el anteproyecto de ley daba plenas facultades a la comisión para cerrar las webs, pero el gran revuelo ocasionado obligó al presidente Zapatero a intervenir y asegurar que “no se cerrará ninguna web sin orden judicial”. Además, la nueva ley introduce conceptos como los de "ánimo de lucro indirecto" o "pretensión de causar daño", lo que supone la creación de un aparato jurídico para perseguir a las personas que descargan contenidos sin consentimiento de su autor.
El conocimiento de la Ley de Economía Sostenible provocó un gran revuelo en Internet. El mismo día de su aprobación, unos cuarenta periodistas y personalidades de Internet elaboraron un manifiesto titulado En defensa de los derechos fundamentales en Internet, que fue respaldado por miles de usuarios a través de las redes sociales y que critica que se sitúe los derechos de autor por encima de derechos fundamentales como el derecho a la privacidad. Además, se convocaron protestas en distintas ciudades españolas como protesta ante tales medidas.

### Las asociaciones
Las asociaciones han jugado un importante papel como detractores de la ley Sinde. Muchas son las asociaciones que han surgido a partir del anuncio del nuevo proyecto de ley, y éstas, junto con otras asociaciones y el Partido Pirata ya existentes han sido las promotoras de las movilizaciones de la opinión pública.
Por otro lado, algunas de las webs más populares de enlaces a contenidos audiovisuales en Internet como Series Yonkis o Cinetube se unieron a la Plataforma "No al cierre de webs" mediante el cese de sus servicios el día 16 de marzo con un fundido negro con el lema “Por la libertad en la Red. No al cierre de webs”.[cita requerida]

#### FACUA
La organización de cosumidores FACUA ha criticado desde el primer momento esta ley. Considera que: «ya está bien de insultar a millones de ciudadanos calificándolos de piratas, llamándolos criminales, por el mero hecho de compartir cultura»
El mismo día de la aprobación del proyecto de ley (19 de marzo), FACUA lanzó la campaña "Si es legal, es legal" para solicitar al Gobierno un cambio en su política cultural. La asociación envió al parlamento español más de 30.000 firmas apoyando el documento. En el mismo, se solicita entre otras cuestiones que se deje de "criminalizar a los usuarios al dictado de entidades de gestión como la SGAE y las multinacionales que dominan la industria cultural". FACUA recordó además que "numerosas resoluciones judiciales dejan claro que facilitar o publicar enlaces externos a obras no constituye una infracción de los derechos de propiedad intelectual".

#### Wikileaks
El 4 de diciembre de 2010, el diario nacional El País publicó un detallado artículo en el que resumía a través de 35 cablegramas de la embajada estadounidense en Madrid revelados por Wikileaks en el "Cablegate" las presiones que ejerció EE. UU. sobre el Gobierno de España para la aprobación de una ley antidescargas que finalmente se concretó en la Ley de Economía Sostenible.

#### 20 Minutos
El diario gratuito 20 Minutos es el único medio de comunicación español que se ha posicionado abiertamente con las asociaciones de internautas y en contra de la aprobación de la ley.
Este medio, en su edición digital, fue el primero en publicar y subscribir el manifiesto "En defensa de los derechos de Internet". Además, 20minutos puso a disposición de los internautas uno de los emblemas más populares y usados por los detractores de esta ley. Se trata de la imagen de una paloma cuyas alas forman las letras www, y que fue creada por Eneko, dibujante y bloguero del diario, para este fin.

### Dificultades para su aplicación
El incipiente desarrollo de la tecnología y de la Red supondrá un importante y a priori insalvable obstáculo para la aplicación de la misma. Técnicamente, y según informe redactado por la consultora PricewaterhouseCoopers, la ley tendrá que hacer frente a dificultades como las siguientes:
- El plazo legal necesario para cerrar una página de enlaces es mucho mayor —del orden de varios meses— que el tiempo necesario para crear un espejo de la página en otro servidor —apenas unas horas—. Respecto a este punto, la consultora cuantificó el esfuerzo de bloquear judicialmente una página de enlaces, como de más de 1000 veces superior al esfuerzo de migrarla de servidor.
- Elevada dificultad para bloquear el acceso a páginas de enlaces ubicadas en servidores extranjeros.
- Aun en el caso de bloqueo de accesos a servidores extranjeros, dicho bloqueo puede ser sorteado mediante la utilización de proxies.
- La ley no contempla medidas contra intercambio de archivos peer to peer.
- Los enlaces a DLC de descarga pueden obtenerse sin necesidad de acceder a una página web, por ejemplo difundiéndolos mediante listas de correo.

### Otros
Contrarios a la ley Sinde, también se han pronunciado miembros de partidos políticos, abogados y hasta alguna gran empresa.
Los partidos políticos que han manifestado una postura claramente contraria son Izquierda Unida, Unión Progreso y Democracia (UPyD), Ciudadanos-Partido de la Ciudadanía (Cs) y el Partido Pirata.
Microsoft, empresa que se ha caracterizado por luchar contra aquellos que violan sus derechos de propiedad intelectual, también ha cuestionado la ley. El director del departamento de "Desarrollo de Propiedad Intelectual" de la filial ibérica de la firma, Txema Arnedo, ha destacado que la ley es «"un tema que tiene su doble filo" y no cree que "la solución al problema vaya a ser poner procedimientos administrativos para cerrar webs por cualquier cosa"».
Sin embargo, también afirma que sí considera que se trata de un avance en lo que se refiere a aquellos que se están lucrando a través de las descargas ilegales. Además recordó que los propietarios de las webs de enlaces a contenidos audiovisuales «"están viviendo del trabajo que hacen otros" y que "no crean nada, ni aportan nada, ni defienden nada"».
Por otro lado, una de las voces legales que más se destacaron en contra de la ley es la de David Bravo, abogado sevillano especializado en derecho informático y propiedad intelectual. Siempre ha defendido tanto en términos legales como en discursos accesibles para todos el derecho a compartir cultura y conocimiento. Lleva años tratando y publicando en su página web personal, casos de denuncias a usuarios y responsables de páginas dónde había enlaces a archivos que los propios usuarios compartían. Es, además, uno de los impulsores del movimiento ciberactivista #NoLesVotes, junto a otros.
Una de las movilizaciones sociales por parte de los internautas fue denunciar a Google ya que, según ellos, hace exactamente lo mismo que el resto de páginas españolas denunciadas por la SGAE, es decir, organizar y ofrecer enlaces y por lo tanto vulnera la futura ley Sinde. Con ello pretenden dejar claro y ejemplificar lo injusta e innecesaria que perciben dicha ley.[cita requerida]
Otras de las medidas organizadas, a iniciativa de Francisco George (creador del grupo de Facebook del Manifiesto en defensa de los derechos fundamentales en Internet) es la de denunciar por prevaricación a cualquiera que forme parte de la Comisión de la Propiedad Intelectual basándose en las sentencias legales que respaldan los enlaces a contenidos y por tanto las webs de enlaces. La iniciativa asegura que habría delito, que según el artículo 404 del código penal «se le castigará con la pena de inhabilitación especial para empleo o cargo público por tiempo de siete a diez años.»[cita requerida]
En esta misma línea, otra medida más propuesta, es que los ciudadanos deberán acudir a los tribunales internacionales en caso de ser penalizados por la ley Sinde, para condenar al Estado español, ya que la ONU considera la libertad en Internet un derecho fundamental.[cita requerida]

### La aprobación del Reglamento de la ley Sinde: la ley Sinde-Wert
El debate en el gobierno de Rodríguez Zapatero sobre la aprobación por Real Decreto del desarrollo de este apartado de la Ley de Economía Sostenible se vio alargado en el tiempo ante las discrepancias y falta de apoyos por parte de internautas y artistas, hasta el punto de no quedar aprobado cuando la legislatura terminó en noviembre de 2011 (ni cuando el gobierno estaba ya en funciones hasta el 21 de diciembre de 2011). Las razones por las que no fue aprobado el reglamento de la "Ley Sinde" por el gobierno de Rodríguez Zapatero no fueron aclaradas, limitándose el portavoz del gobierno a decir que la legislación sobre este tema debería ser retomada por el gobierno entrante de Mariano Rajoy.
Ante esta situación, el nuevo gobierno decidió su aprobación, con ciertas modificaciones, en el primer Consejo de Ministros de la X Legislatura de España, celebrado el 30 de diciembre de 2011, argumentando que, a pesar de haber sido reticentes con algunos aspectos de la ley de economía sostenible cuando el Partido Popular estaba en la oposición, era urgente la regulación de los derechos de autor en España (uno de los pocos países desarrollados sin legislación exclusiva sobre esta materia[cita requerida]), acompañando la medida de la supresión del canon digital, que penalizaba a los usuarios de aparatos electrónicos para compensar las pérdidas económicas derivadas de la "piratería". De cualquier modo, la portavoz del gobierno y vicepresidenta garantizó que el gobierno continuaría trabajando en esta materia para garantizar el respeto de los derechos de autor sin dañar las libertades de los ciudadanos. 
La ley Sinde fue finalmente aprobada el 1 de marzo de 2012.
Pocos días después, se publicó la primera lista de sitios web denunciados, entre los que se encuentran: Seriespepito.com, pordescargadirecta.com, foroxd y gratisjuegos. Sin embargo, a pesar de lo esperado, Series Yonkis, considerado el objetivo número 1 de la industria cultural, no se encontraba en la lista debido a que ya tenía un proceso abierto en un juzgado de Murcia. De todas maneras, Series Yonkis reaccionó creando espejos con el objetivo de eludir la aplicación de la ley.

## Aplicación de la ley Sinde-Wert
El reglamento de la ley Sinde-Wert entró en vigor el 1 de marzo y ese día el ministro de Educación, Cultura y Deporte, José Ignacio Wert, afirmó que «hoy es un día de celebración» para los que piensan que la protección de la propiedad intelectual «es una condición necesaria, aunque no suficiente, para que la cultura española sea respetada en el mundo».
En junio de 2012, la Comisión de Propiedad Intelectual creada por la ley Sinde-Wert abre los primeros 8 expedientes contra sitios web que presuntamente sirven o enlazan contenidos sujetos a derechos de autor.